# MINAKO YOSHIDA GOLDEN☆BEST
『MINAKO YOSHIDA GOLDEN☆BEST』（ミナコ・ヨシダ・ゴールデン・ベスト）は、2004年12月22日に発売された吉田美奈子通算9作目のベスト・アルバム。

## 解説
“ゴールデン☆ベスト”シリーズの一枚としてリリースされたベスト・アルバム。1975年から1977年までの3年間、RCA在籍時に発表された4枚のアルバムのほか、シングルのみでリリースされた「恋は流星（パートI）」も収録。ブックレットには歌詞のみを掲載。他に、シリーズ共通のカタログが添付されている。

## 収録曲
全作詞 · 作曲：吉田美奈子（特記除く）
1. 恋は流星 （パートI）[注釈 2]
編曲：吉田美奈子,   山下達郎
2. ラムはお好き?[注釈 3]
作曲：細野晴臣      編曲：細野晴臣,   山下達郎
3. チャイニーズ・スープ[注釈 4]
作詞 · 作曲：荒井由実      編曲：佐藤博
4. 永遠に[注釈 3]
作曲：山下達郎      編曲：矢野誠
5. ケッペキにいさん[注釈 3]
編曲：矢野誠,   山下達郎
6. レインボー・シー・ライン[注釈 4]
作曲：佐藤博      編曲：有馬すすむ,   佐藤博
7. パラダイスへ[注釈 4]
作詞：荒井由実      作曲 · 編曲：佐藤博
8. Raspberry Slope[注釈 5]
編曲：吉田美奈子,   山下達郎
9. 住みなれた部屋で[注釈 4]
編曲：有馬すすむ,   佐藤博
10. 夢で逢えたら[注釈 3]
作詞 · 作曲：大瀧詠一      編曲：多羅尾伴内,   山下達郎
11. 愛は彼方[注釈 3]
編曲：矢野誠,   山下達郎
12. ろっかばいまいべいびい[注釈 4]
作詞 · 作曲：細野晴臣      編曲：佐藤博
13. メロディ MELODY[注釈 5]
編曲：吉田美奈子,   山下達郎
14. さよなら SAY JUST GOOD-BY[注釈 5]
編曲：吉田美奈子,   山下達郎
15. 朝は君に[注釈 3]
作曲：佐藤博      編曲：佐藤博,   矢野誠
16. エイント・ノー・マウンテン・ハイ・イナフ (AIN'T NO MOUNTAIN HIGH ENOUGH) （ライヴ）[注釈 6]
  - 作詞：Nickolas Ashford,   作曲：Valerie Simpson,
  - 訳詞：吉田美奈子,   編曲：前田憲男

## クレジット
| Staff for this album : |

|  | Artwork coordination :                                     | - 石川昭博 (BMG FUNHOUSE) - 北原寛美 (BMG FUNHOUSE) |
|  | - Art Direction : 河又聡 (LINKS) - Design : 高尾漸 (LINKS) |                                                     |